# Bozlu
Bozlu (eingedeutscht Boslu) ist ein Dorf im Rayon Laçın von Aserbaidschan.

## Geographische Lage und Geschichte
Das Dorf liegt im Karabach-Hochland am linken Ufer des Flusses Minkənd, einem Nebenfluss des Hakari, 38 km nordwestlich der Bezirkshauptstadt Laçın.
Gemäß der Verwaltungsgliederung der Aserbaidschanischen SSR vom 1. Januar 1933 lebten in Bozlu, dem Zentrum des gleichnamigen Dorfgemeinderates, bis zu 350 Menschen. Diese waren zu 57 Prozent Aserbaidschaner. Der Rest war kurdisch. 1976 stieg die Einwohnerzahl von Bozlu auf 470. Viehzucht, Getreideanbau und Gartenbau waren die Hauptbeschäftigungsbereiche der Gemeinde. Es gab unter anderem eine Molkerei, eine Sekundarschule und eine Bibliothek.
Im Zuge des Ersten Bergkarabachkrieges (1992–1994) wurde das Dorf und der gesamte Rayon Laçın im Mai 1992 von armenischen Truppen militärisch besetzt. Laut der trilateralen Waffenstillstandsvereinbarung zwischen Armenien, Aserbaidschan und Russland vom 10. November 2020 erfolgte am 1. Dezember die Rückgabe der Provinz Laçın an Aserbaidschan. Im Juni 2021 veröffentlichte das Verteidigungsministerium Aserbaidschans Videoaufnahmen vom zerstörten Häusern und Ruinen im Dorf Bozlu.